# Prasinocyma mistifimbria
Prasinocyma mistifimbria là một loài bướm đêm trong họ Geometridae.